# Роналд Райлі
Роналд Райлі (англ. Ronald Riley, 14 вересня 1947) — австралійський хокеїст на траві.
Срібний призер Олімпійських Ігор 1968, 1976 років, учасник 1972 року.